# بادی جو هوکر
 بادی جو هوکر (به انگلیسی: Buddy Joe Hooker) (زاده ۳۰ مهٔ ۱۹۴۲) بازیگرآمریکایی است.
از فیلم‌های معروف او می‌توان به بازی در فیلم ورود اشاره کرد.